# Estádio Adonir José Guimarães
Estádio Adonir José Guimarães – stadion piłkarski, w Planaltina de Goiás, Distrito Federal, Brazylia, na którym swoje mecze rozgrywa klub Sociedade Esportiva Planaltina.